# Lena Knippelmeyer
Lena Knippelmeyer (* 6. April 1990 in Emden) ist eine deutsche Rollstuhlbasketballspielerin und Neuropsychologin.
Knippelmeyer wuchs in Marienhafe auf und begann dort mit dem Handballspielen.  Zuletzt spielte sie beim SSC Dodesheide. 2014 musste sie nach schwerwiegenden Knieverletzungen mit dem Handballspiel aufhören. Seither gilt sie als minimalbehindert und spielt Rollstuhlbasketball.
Sie spielt derzeit auf der Center-Position beim RSC Osnabrück in der Rollstuhlbasketball-Bundesliga sowie in der deutschen Frauen-Nationalmannschaft. In der 1. Rollstuhlbasketball-Bundesliga absolvierte sie große Teile der Spielzeit 2020/2021 beim Team des BBC Münsterland aus Warendorf, während der der RSC Osnabrück wegen der Corona-Pandemie nicht am Spielbetrieb teilnehmen konnte.
2019 belegte sie mit der Frauen-Nationalmannschaft den dritten Platz bei der Europameisterschaft. Knippelmeyer nahm 2020 an den Sommer-Paralympics in Tokio teil und erreichte dort mit der deutschen Mannschaft den vierten Platz.